# Cricket PNG
Cricket PNG (CPNG), früher Papua New Guinea Cricket Board of Control (PNGCBC) ist der nationale Dachverband für Cricket in Papua-Neuguinea. Der im Jahr 1972 gegründete Verband hat seinen Sitz in Port Moresby. Seit 1973 vertritt er Papua-Neuguinea beim Weltverband International Cricket Council (ICC) als Associate Member und beim Kontinentalverband ICC East Asia-Pacific.

## Geschichte
Die Gründung des Verbandes Papua New Guinea Cricket Board of Control erfolgte im Jahr 1972. Ein Jahr später wurde er Associate Member des International Cricket Council (ICC).

## Aufgabe
Cricket PNG stellt die Papua-Neuguinea vertretenden Cricket-Nationalmannschaften, einschließlich der für die Männer, Frauen und Jugend, zusammen. Der Verband ist außerdem verantwortlich für die Durchführung von T20I-Serien gegen andere Nationalmannschaften sowie die Organisation von Heimspielen und -turnieren. Neben der Aufstellung des Teams ist er verantwortlich für den Kartenverkauf, der Gewinnung von Sponsoren und der Vermarktung der Medienrechte. Dabei sind viele Nationalspieler beim Verband in unterschiedlichen Funktionen angestellt.
Daneben organisiert der Verband das Kinder- und Jugend-Cricket in Papua-Neuguinea. Wie andere Cricketnationen verfügt Papua-Neuguinea über U-19-Nationalmannschaften für Jungen und Mädchen, die an den entsprechenden Weltmeisterschaften (Jungen und Mädchen) teilnehmen.

## Logo
Das Logo von Cricket PNG zeigt einen roten Cricketball mit gelben Bewegungslinien, der ein schwarzes Wicket trifft. Im Hintergrund ist ein Paradiesvogel, das Wappentier Papua-Neuguineas, vereinfacht dargestellt.